# 書評
書評簡言之，即是介紹書籍內容，並評論其得失之謂。根據美國《蘭登字典》解釋：「書評是對於新出版的書加以批判（Critical description）和評價（evaluation），而發表在報紙或雜誌者。」
而王梅玲則認為書評「係指由評論家或新聞工作者對於新出版圖書給予介紹與評論而在報紙或期刊出版的文章」。
當然，隨著網路科技及出版業的發達與進步，書評的載體已有了變化，形式也越來越多元，並不侷限於有形的產物。

## 類型
根據洪肇隆在《選書指南》中指出，書評依其寫作方式及所述重點之不同，大略可分為下列六型：
1. 介紹型書評：著力於介紹一書之內容，往往將各章節依次作一說明，而批評較少，嚴格來說宜稱為書介。
2. 論述型書評：將全書內容融會貫通，了然於心之後，將作者想法全盤托出，並加以評論其得失，乃最常見之書評。
3. 摘要型書評：此為將具代表性的內容片段，摘要敘述，並加以評論。因其引原文多，故比較客觀。
4. 源考型書評：多半是專家就專書所作之評論，其學術性大於介紹性，因此寫作者須具備相當學術基礎，此類是最不容易寫的書評。
5. 比較型書評：將同類性質之二本或多本書加以互相比較，以其中一本為主，由與他書之比較中，見出該書之價值優劣。
6. 感想型書評：即常見之讀後感，往往動人以情，常能引發讀者興趣，欲一睹原作，故可讀性極高。

## 功能
徐召勛認為書評最主要有四大功能：
1. 提高圖書品質
2. 促進學術發展與文藝創作
3. 擴大發行量
4. 指導讀者閱讀

Walford則引用Lester S. King的說法認為，書評主要的功能在於描述與評價：書評向讀者提供書籍內容大致走向，並指出其中優劣所在。